# SN 1961B
SN 1961B – supernowa odkryta 12 stycznia 1961 roku w galaktyce IC2363. W momencie odkrycia miała maksymalną jasność 18,50m.